# Адемола Лукман
Адемола Лукман (енгл. Ademola Lookman; 20. октобар 1997) је нигеријски фудбалер који игра на позицији нападача. 
Од 2022. године наступа у италијанском клубу Аталанта, освојио је УЕФА Лигу Европе 2024. године, постигавши хет-трик у финалу против Бајер Леверкузена, а потом је проглашен за афричког фудбалера године, поставши тек седми нигеријски репрезентативац који је освојио ову награду.
Након што је представљао Енглеску у млађим категоријама од 19. до 21. године, Лукман је дебитовао у сениорској репрезентацији Нигерије 2022. године. Био је део тима који је завршио као другопласирани на Купу афричких нација 2023. године.

## Успеси

### Аталанта
- Лига Европе: 2023/24.

### Индивидуални
- Афрички фудбалер године: 2024.